# HP Focus
Die FOCUS-CPU ist eine der ersten 32-Bit-CPUs und wurde von Hewlett-Packard (HP) entwickelt. Sie beruht auf einem pre-RISC-Design, einer Stackarchitektur, und erreichte für die damalige Zeit spektakuläre 18 MHz. Der Befehlssatz umfasste ca. 220 Instruktionen, von denen einige allerdings nur 16 Bit breit waren.
Als erstes System wurde 1982 aus der HP 9000 Serie 500-Workstation-Baureihe das Modell 9020 mit dieser CPU ausgestattet.
Als Betriebssystem kam schon damals HP-UX zum Einsatz.
Die Erfahrungen mit der HP-FOCUS-CPU sowie mit der PRISM-CPU von Apollo Computer Inc., waren wichtige Eckpfeiler bei der Entwicklung der HP-PA-RISC-CPU-Serien. Ab 1989 wurden die FOCUS-basierten Serien durch die damals neue PA-RISC-Architektur abgelöst.
Wohl in Anspielung auf den Bordcomputer HAL 9000 aus Stanley Kubricks 2001: Odyssee im Weltraum stattete HP erstmals seine überaus innovativen FOCUS-Baureihen mit dem Namenszusatz 9000 aus. Alle späteren auf HP-UX basierten Systeme tragen ebenfalls diesen Namenszusatz.